# Noa Tishby
Noa Tohar Tishby (en hebreo: נועה טוהר תשבי‎; 22 de mayo de 1975) es una actriz, modelo y cantante israelí.

## Carrera
Tishby recibió una beca de teatro de parte del Museo Nacional de Arte de Tel Aviv y pasó a ser la protagonista de la telenovela israelí Ramat Aviv Gimmel. Tishby se convirtió en un nombre familiar en Israel. Su álbum Nona fue el primer disco completo en inglés lanzado por un artista israelí. Nona también fue lanzado en Japón por la discográfica Virgin Records.
En los Estados Unidos Tishby apareció en The Island de Michael Bay con Ewan McGregor y Scarlett Johansson. También fue elegida para realizar papeles principales en las películas independientes Fatwa y Connecting Dots. Los créditos televisivos de Tishby incluyen NCIS, Leverage, CSI: Miami, CSI: NY, Nip/Tuck, The 4400, Las Vegas y Star Trek: Enterprise.[cita requerida]
Los proyectos recientes de Tishby son The Ghost of Girlfriends Past para Warner Brothers junto a Matthew McConaughey, así como papeles recurrentes en Big Love de HBO y The Deep End de ABC.

## Filmografía

### Cine
| Año  | Título                     | Rol            | Notas |
| ---- | -------------------------- | -------------- | ----- |
| 1997 | Hercules                   | Megara         | Voz   |
| 2009 | Ghosts of Girlfriends Past | Kiki           |       |
| 2005 | Fatwa                      | Espía          |       |
| 2005 | La isla                    | Anunciante     |       |
| 2004 | Skeleton Man               | Sargento Davis |       |
| 2003 | Connecting Dots            | Carrie         |       |